# Wolfgang Mehnert
Wolfgang Mehnert (* 20. Januar 1929 in Meuselwitz; † 17. Februar 2013 in Leipzig) war ein deutscher Erziehungswissenschaftler.

## Leben
Von 1949 bis 1950 studierte er Pädagogik an der Pädagogischen Fakultät der Humboldt-Universität Berlin und von 1949 bis 1952 Geschichte und Geschichte der Pädagogik an der Universität Leipzig. Nach der Promotion 1956 zum Dr. paed. an der Philosophischen Fakultät der KMU Leipzig bei Ernst Eichler und Hugo Müller war er von 1957 bis 1959 Assistent am Institut für Pädagogik, Abt. Geschichte der Pädagogik. Nach der Habilitation 1965 bei Ernst Eichler, Walter Markov und Lothar Rathmann war er von 1969 bis 1976 Professor für Theorie und Praxis der internationalen Beziehungen (Kulturpolitik) und von 1976 bis 1990 Professor für Bildungswesen in Entwicklungsländern.

## Veröffentlichungen (Auswahl)
- Der Beitrag Edwin Hoernles zum schulpolitischen und pädagogischen Kampf der KPD in der Zeit der Weimarer Republik (1919–1929). Berlin 1958.
- Edwin Hoernle. Berlin 1963.
- Schulpolitik im Dienste der Kolonialherrschaft des deutschen Imperialismus in Afrika 1884–1914. Berlin 1963.